# Église Notre-Dame-du-Pasme de Châteauneuf-en-Thymerais
L'église Notre-Dame-du-Pasme de Châteauneuf-en-Thymerais est une église catholique située dans la commune de Châteauneuf-en-Thymerais dans le département français d'Eure-et-Loir, en région Centre-Val de Loire.

## Historique
Rescapée de la destruction de la forteresse en 1591, la chapelle du château devint église paroissiale. Elle fut un important pèlerinage régional (chapelle Notre-Dame-du-Pasme). Ce culte très répandu en Italie fut développé dans le Thymerais par un seigneur de Châteauneuf de la branche des Princes de Mantoue.
L'ancien clocher édifié sur la nef centrale fut remplacé en 1864 par l'actuel, lequel sera endommagé par les bombardements de 1940 et restauré en 1952. Il abrite deux cloches, baptisées l'une en 1809 (Jeanne Françoise) et l'autre en 1825 (Caroline).

## Architecture

### Extérieur

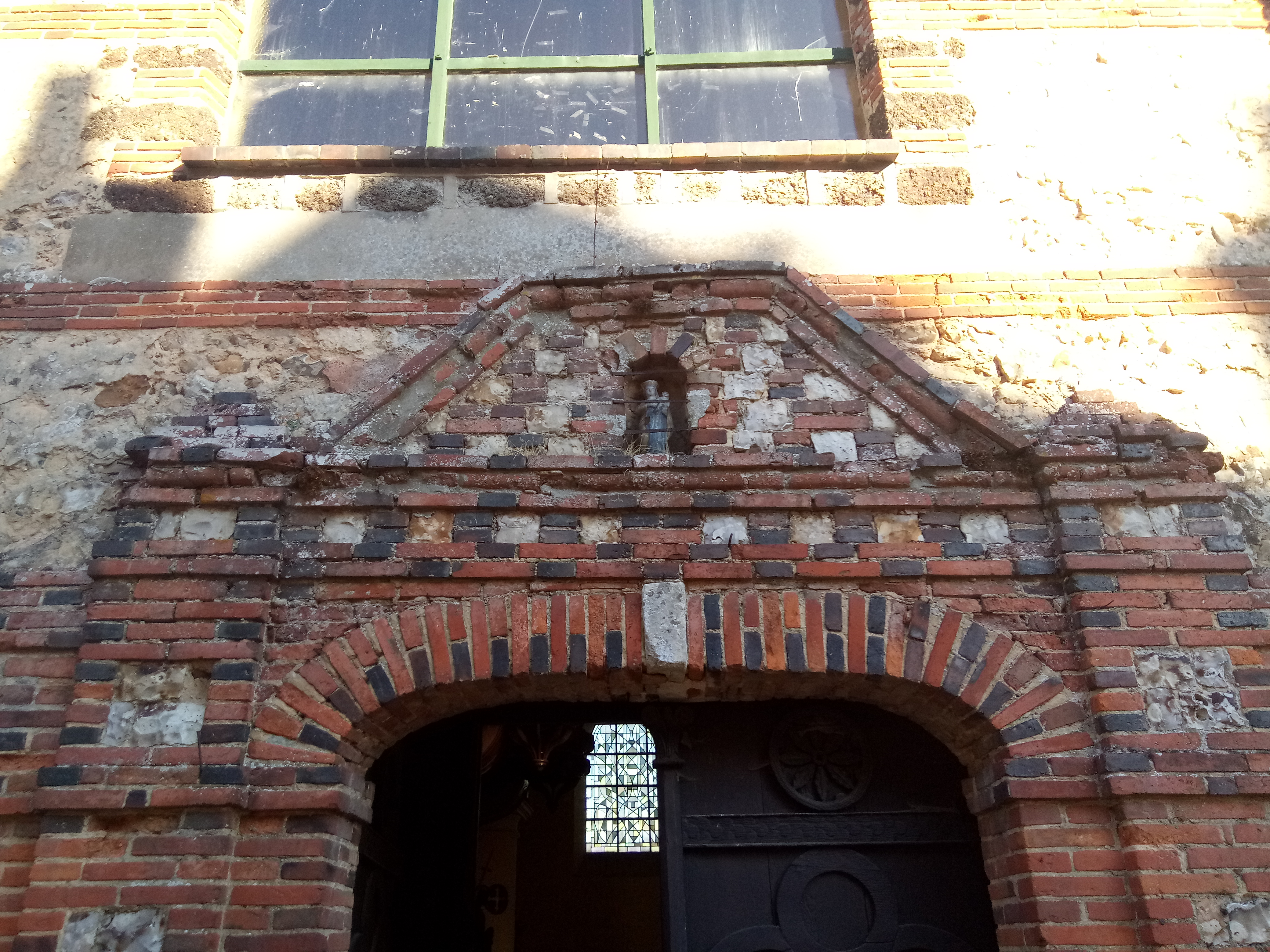
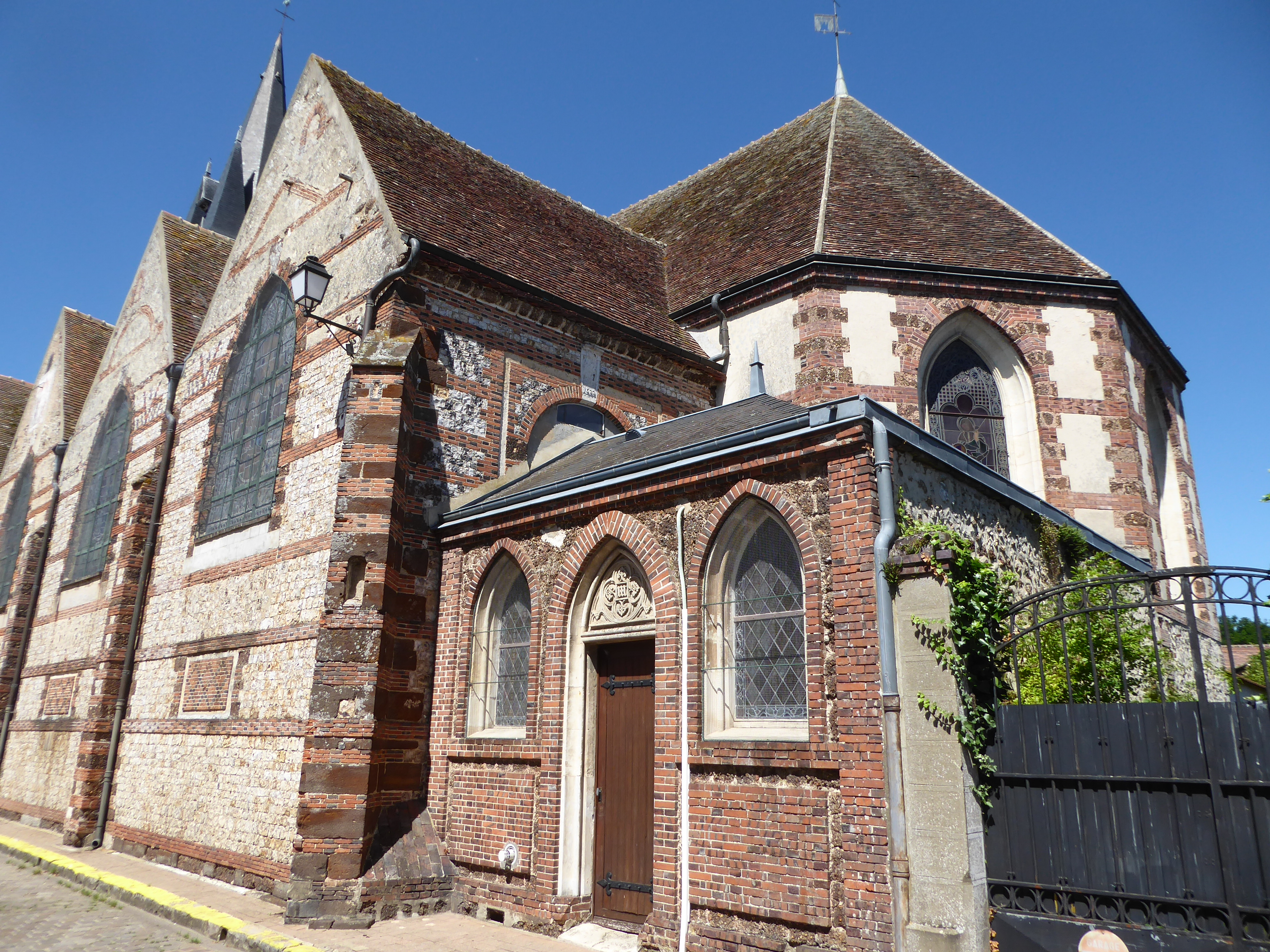
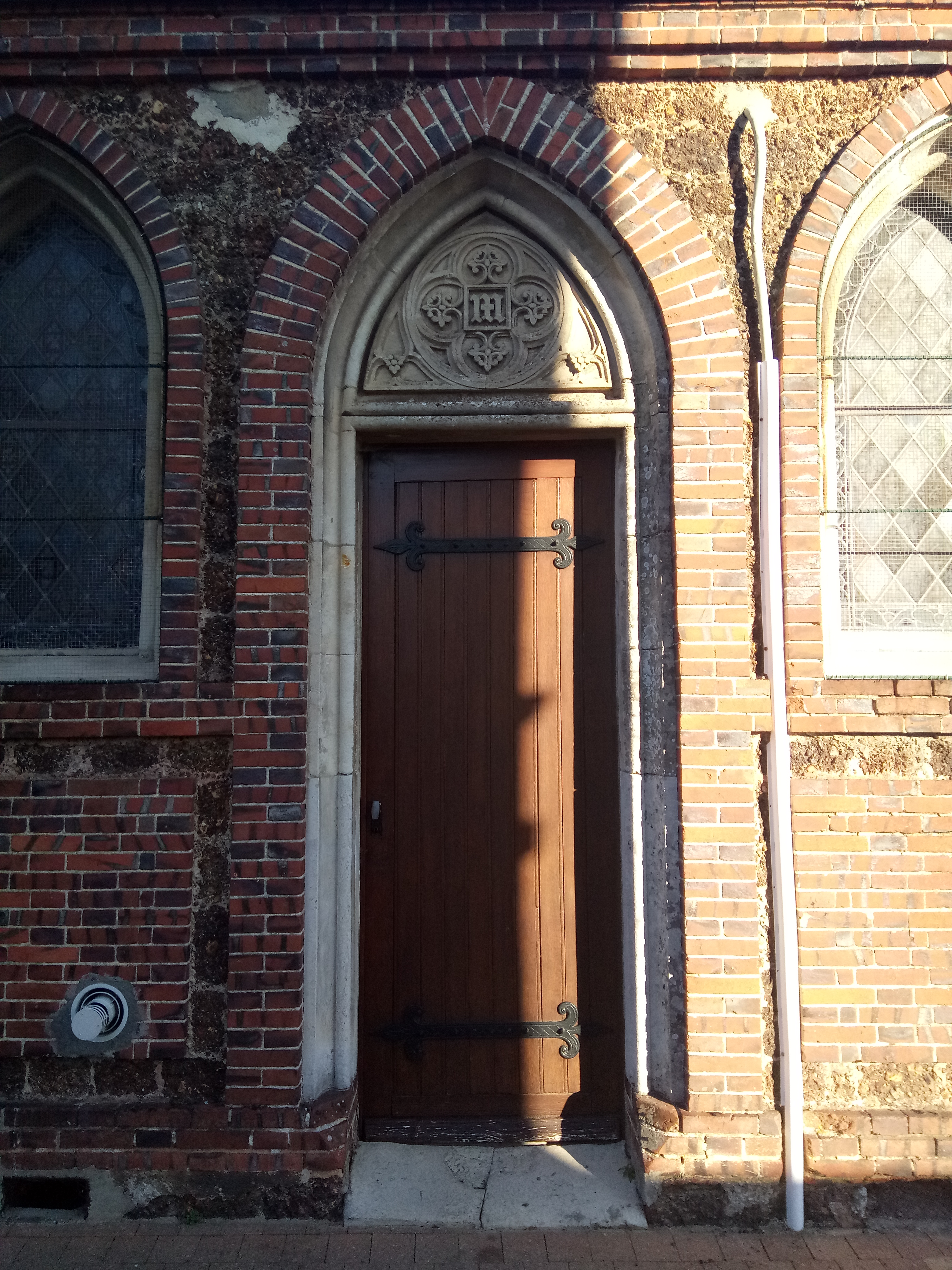

Extérieur
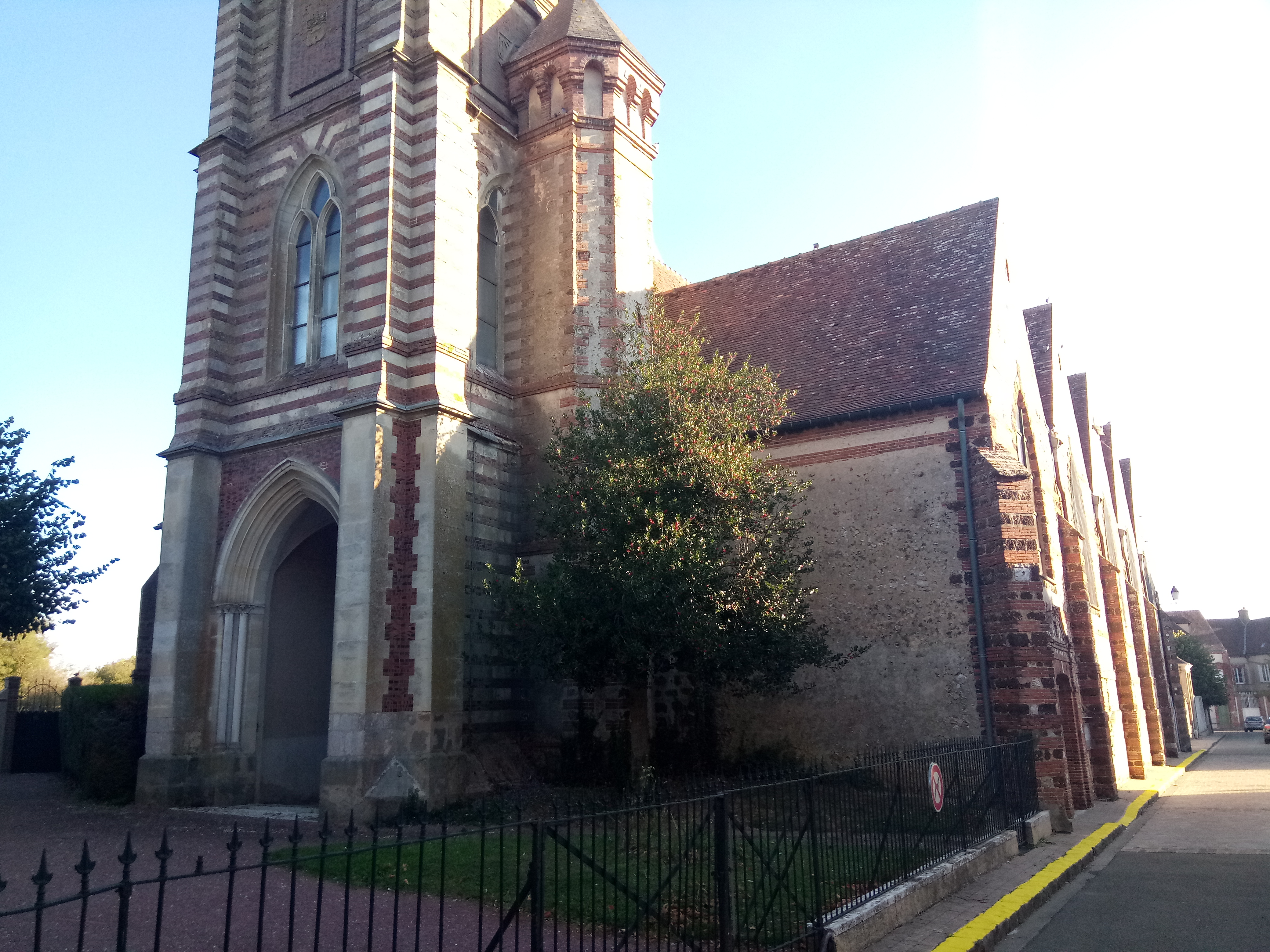
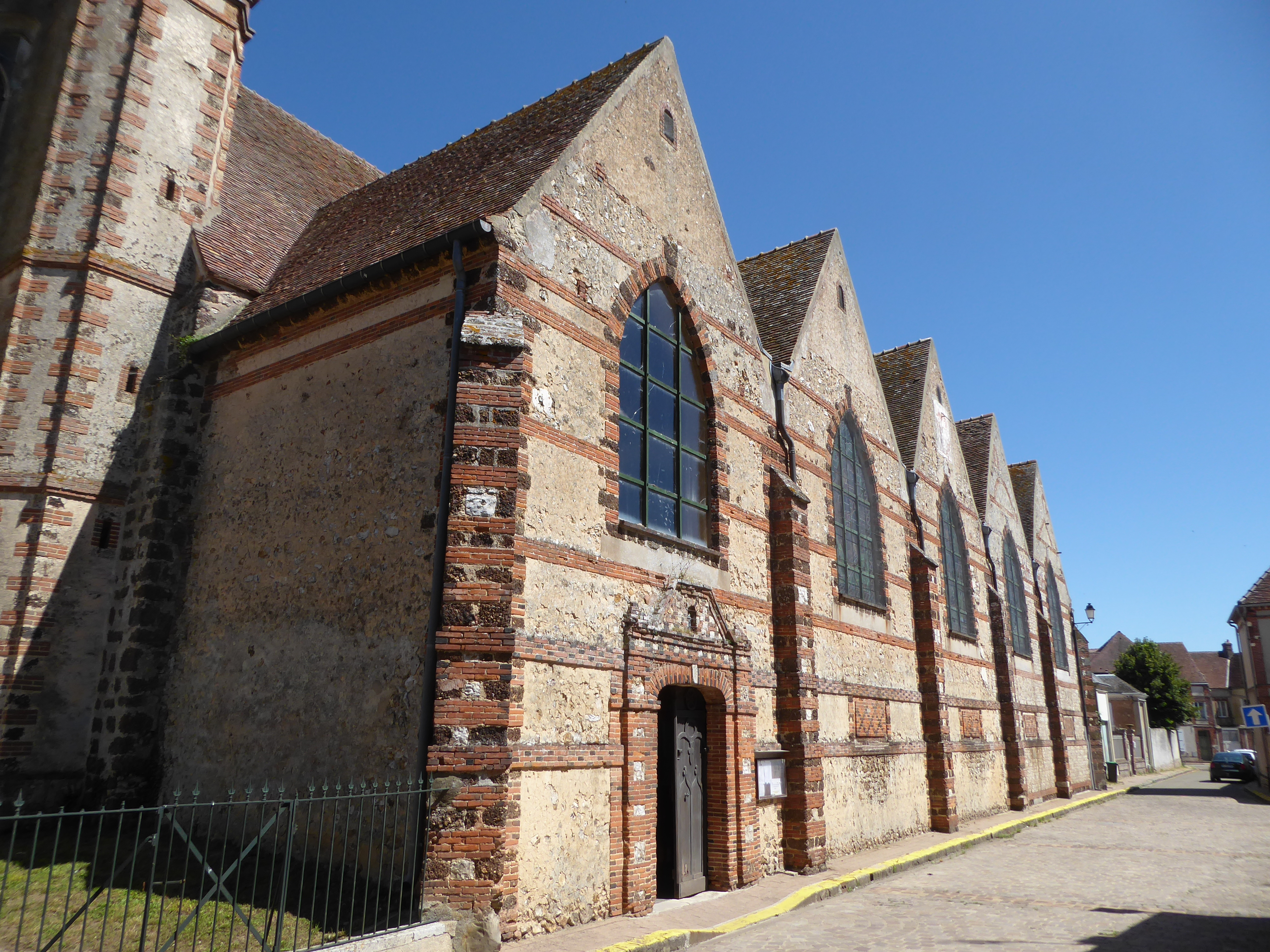
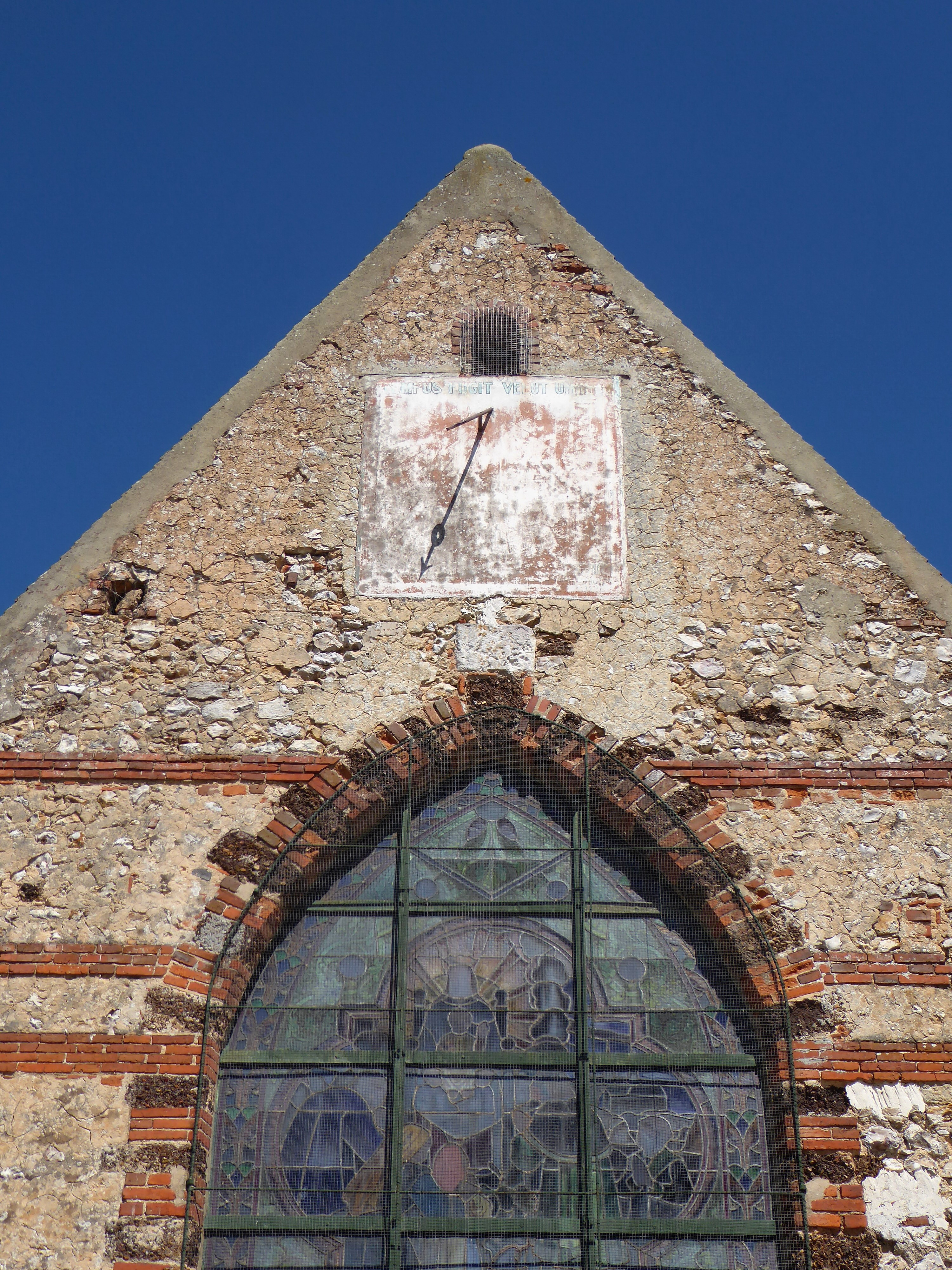

### Intérieur
L'intérieur présente une charpente en bois peinte en forme de carène renversée, ainsi que quatre vitraux dans le mur sud réalisés par les ateliers Lorin de Chartres : 
- baie n° 4 : Présentation de Marie au temple, vitrail de 1874 réalisé par Nicolas Lorin ;
- baies n° 6, 8 et 10 : vitraux de 1930 réalisés par Charles Lorin et Cie, Marie, l’enfant Jésus et Sainte Thérèse de Lisieux, Pèlerinage à la Vierge de Chartres, Saint Dominique reçoit le rosaire de Marie et l'enfant Jésus.

Est également présent un vitrail de l'atelier Loire de Lèves daté de 1955.

Intérieur
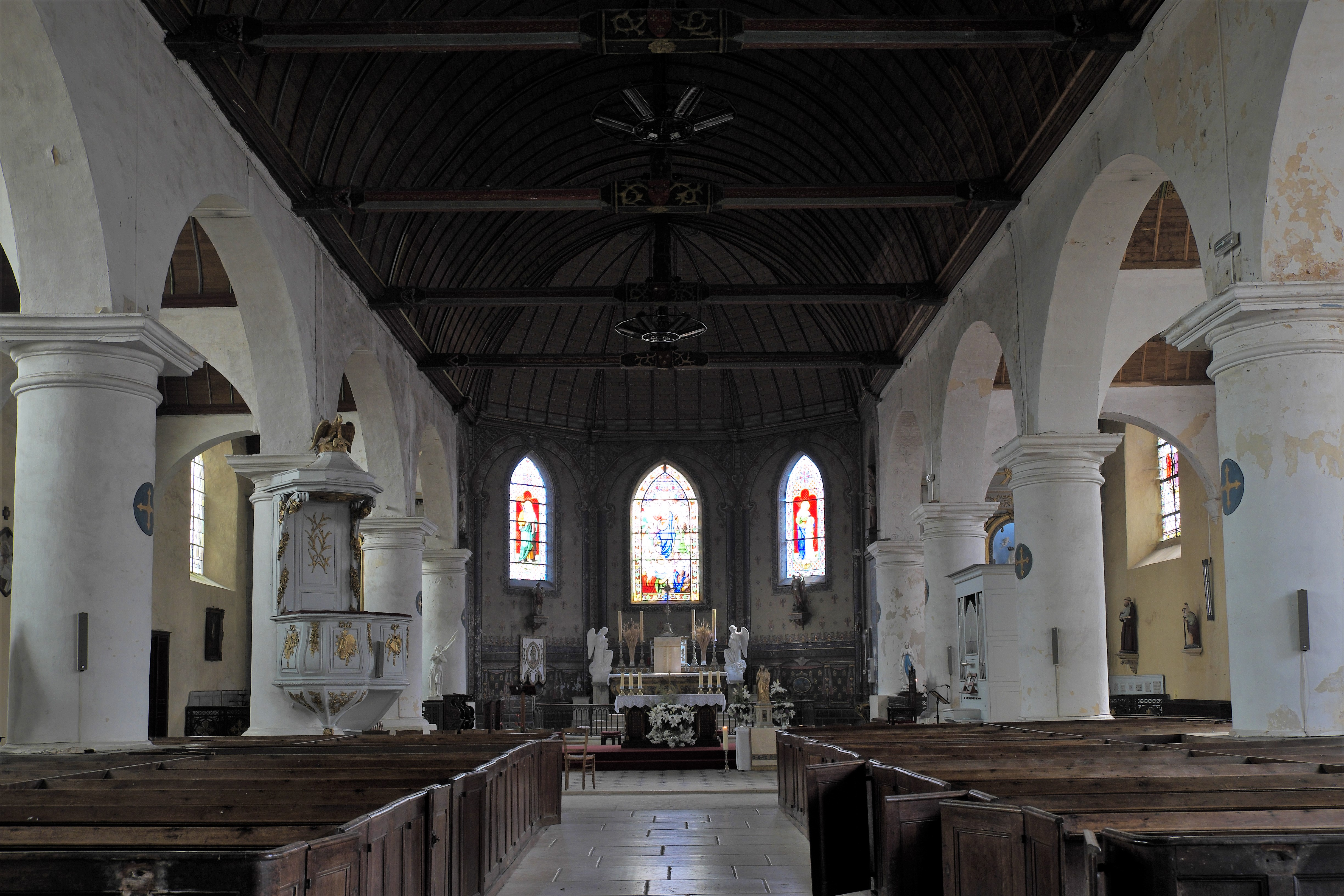
Le chœur vu de la nef.
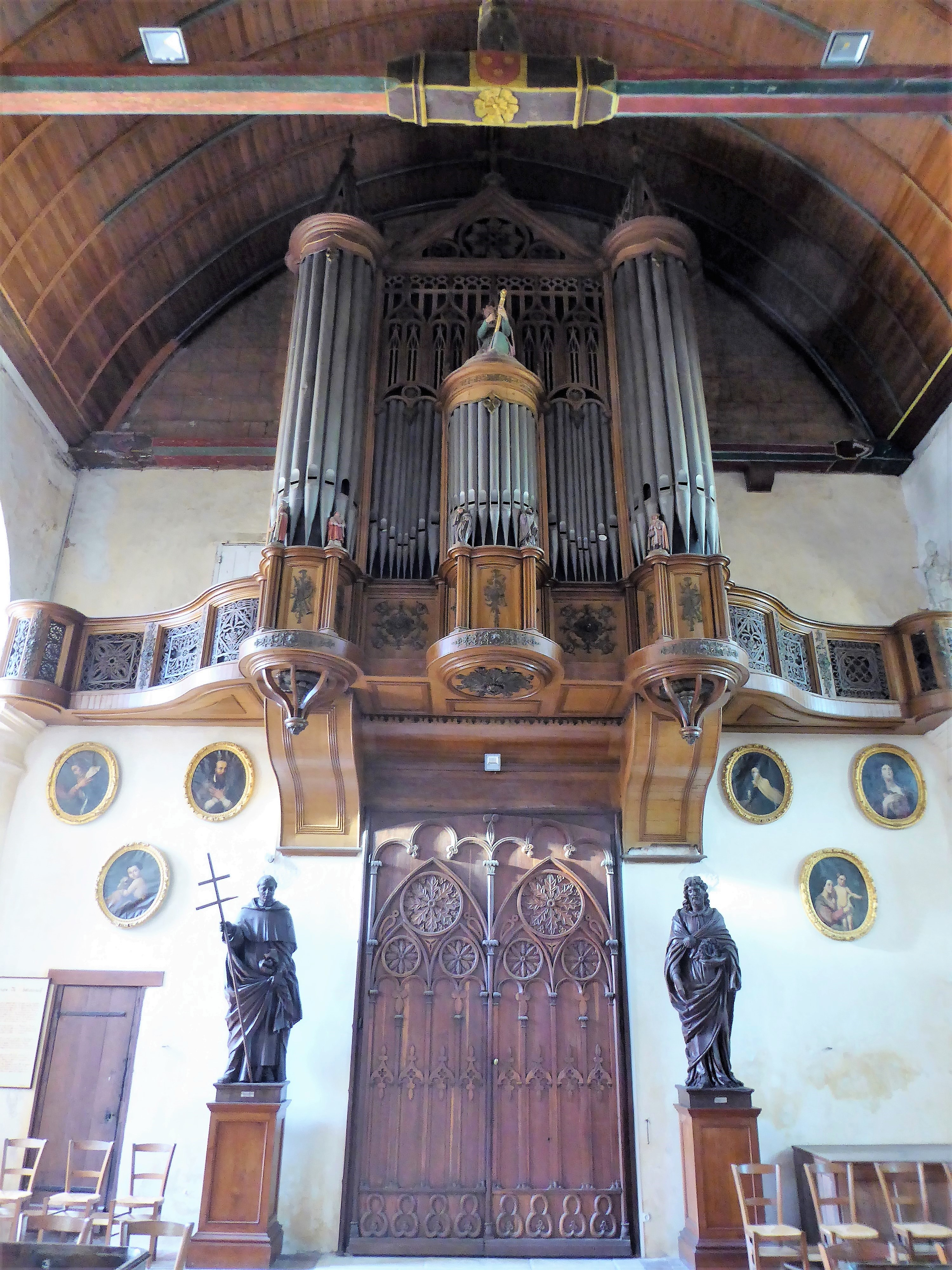
La tribune, l'orgue factice et le portail ouest  Inscrit MH[2].
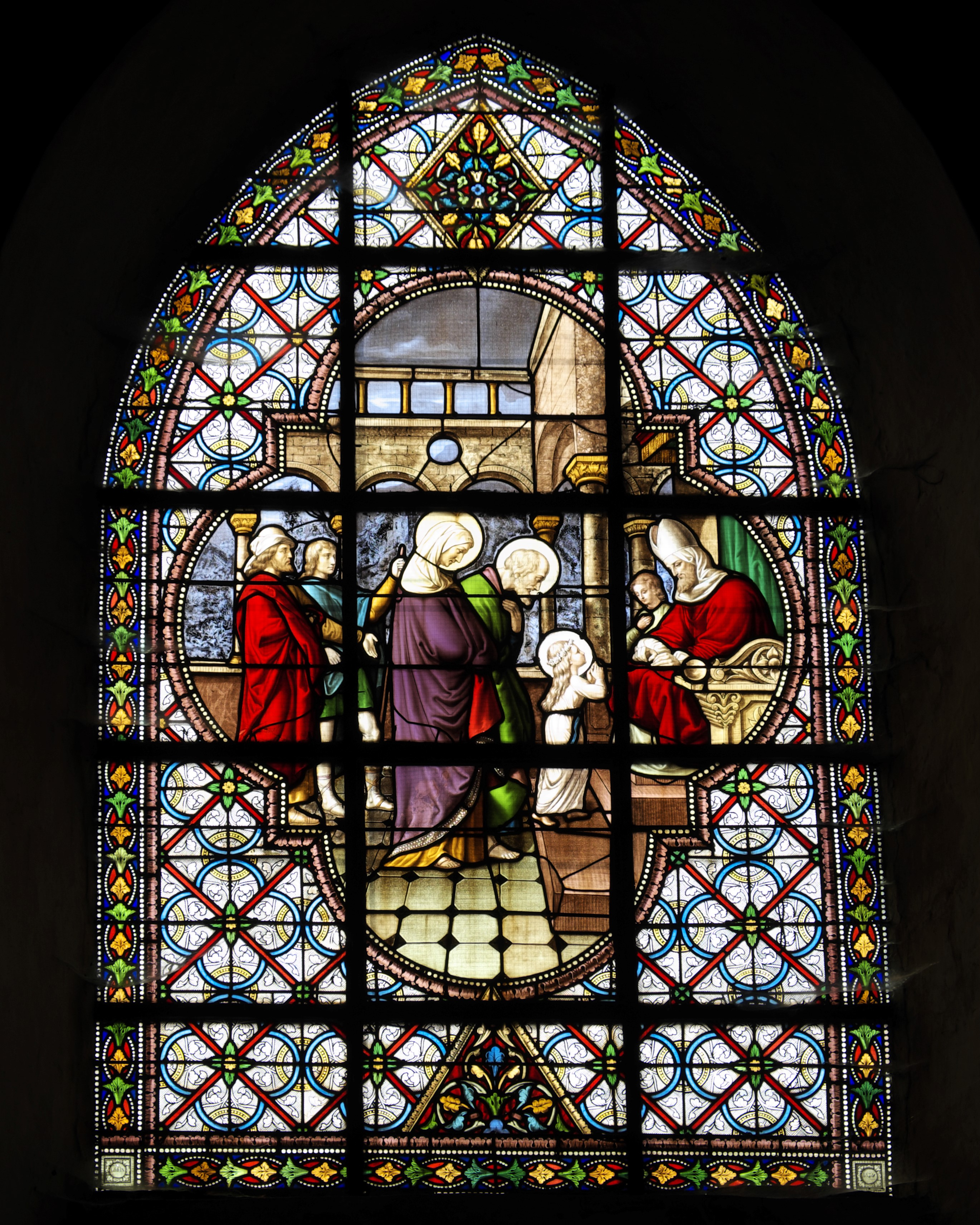
La baie n° 4.
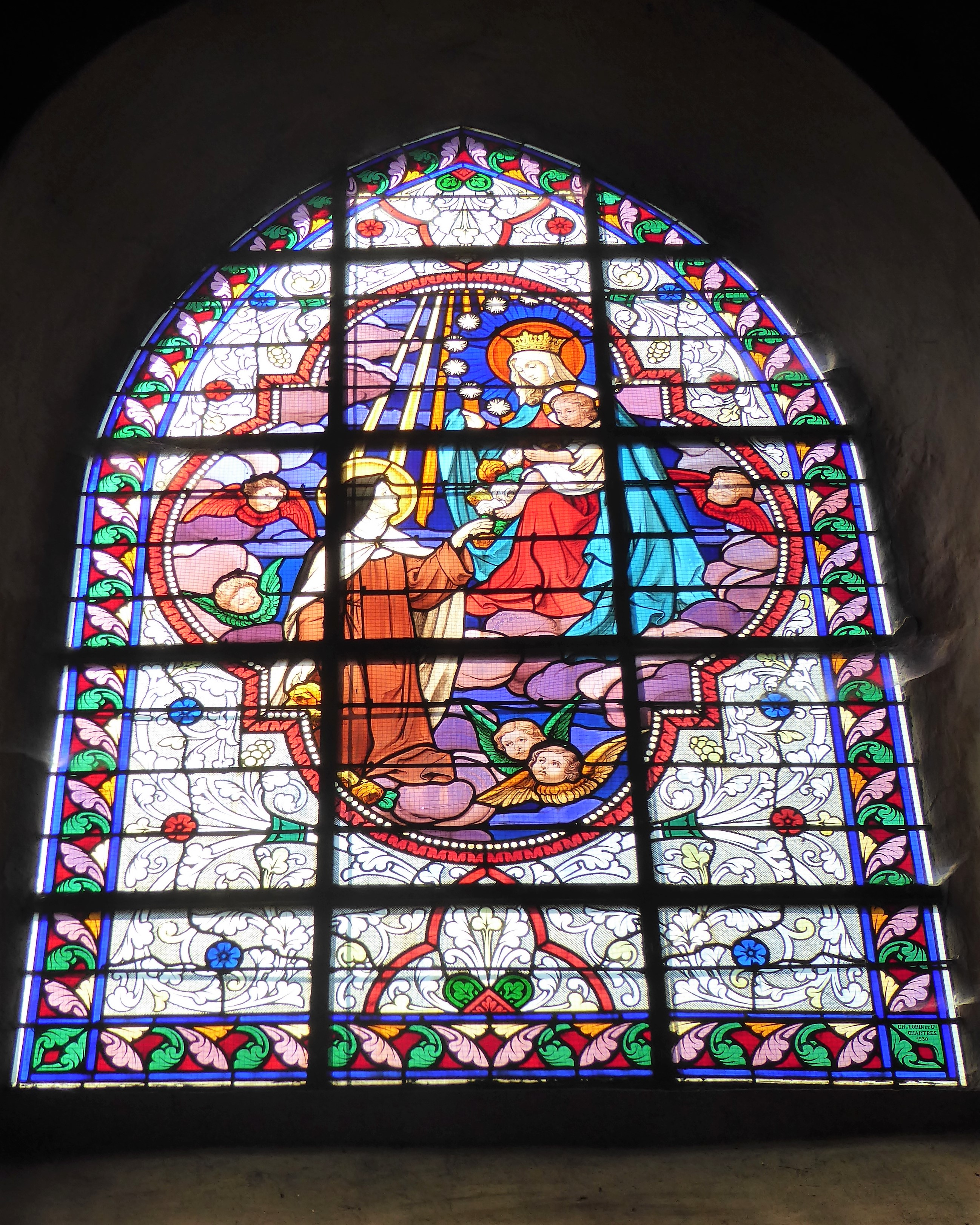
La baie n° 6.
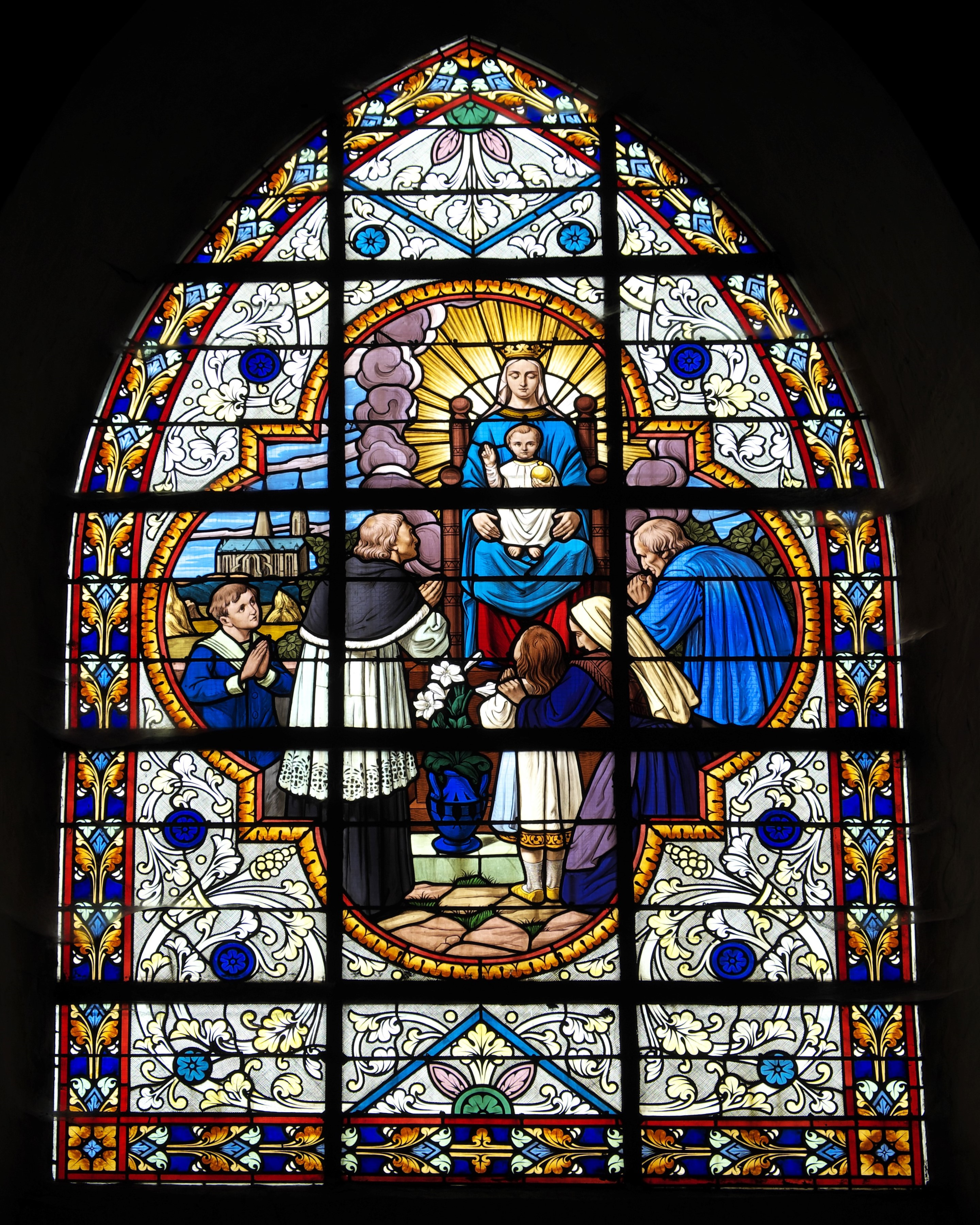
La baie n° 8.
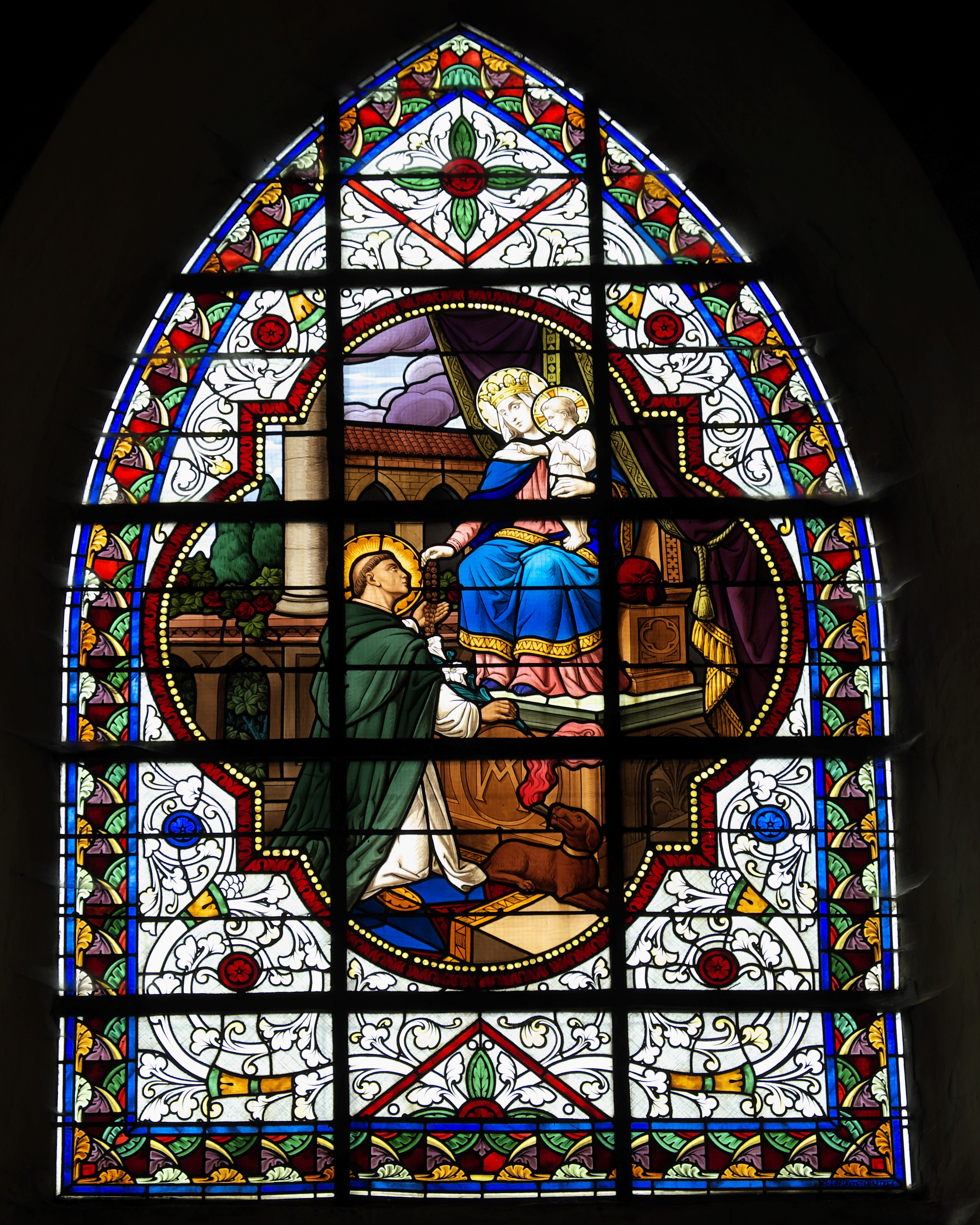
La baie n° 10.

## Mobilier
Lors de la Révolution, l'église accueille, afin de les protéger, plusieurs éléments mobiliers provenant de l'abbaye de Saint-Vincent-aux-Bois à Saint-Maixme-Hauterive, aujourd'hui classés monuments historiques à titre d'objet :
- la chaire à prêcher,  Classé MH (1908)[3] ;
- une statue de Saint Vincent Ferrier,  Classé MH (1997)[4] ;
- une statue de Saint Jacques le Majeur,  Classé MH (1997)[5] ;
- le retable de l'autel de saint Sébastien,  Inscrit MH (2017)[6] ;
- un fragment de retable avec sa toile peinte représentant la Résurrection du Christ, d'après la composition originale perdue d'Antoine Coypel,  Inscrit MH (2017)[7].

Mobilier monument historique
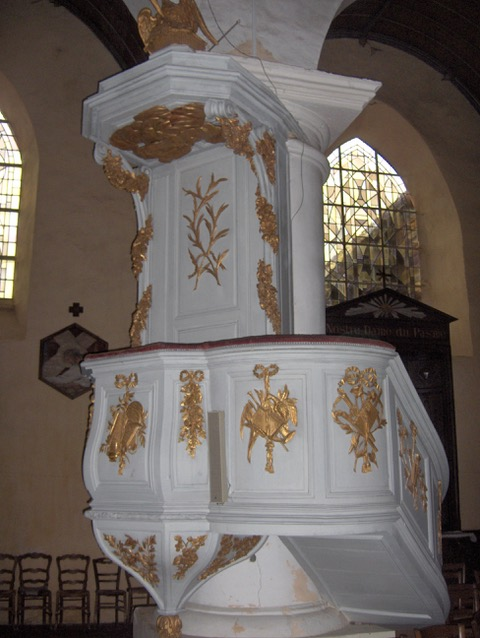
Chaire à prêcher.
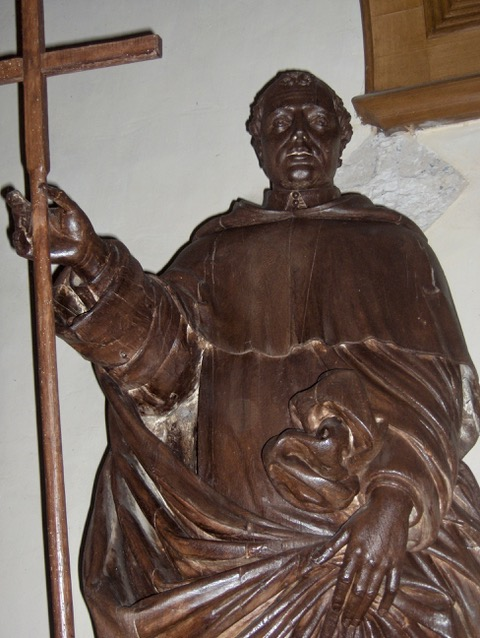
Statue de Saint Vincent Ferrier.
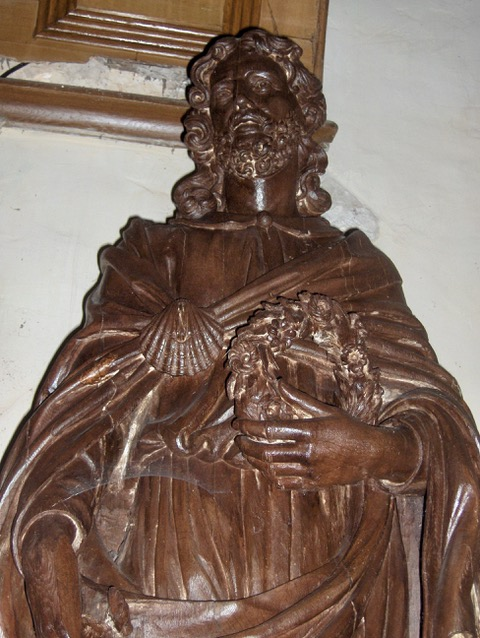
Statue de Saint Jacques le Majeur.
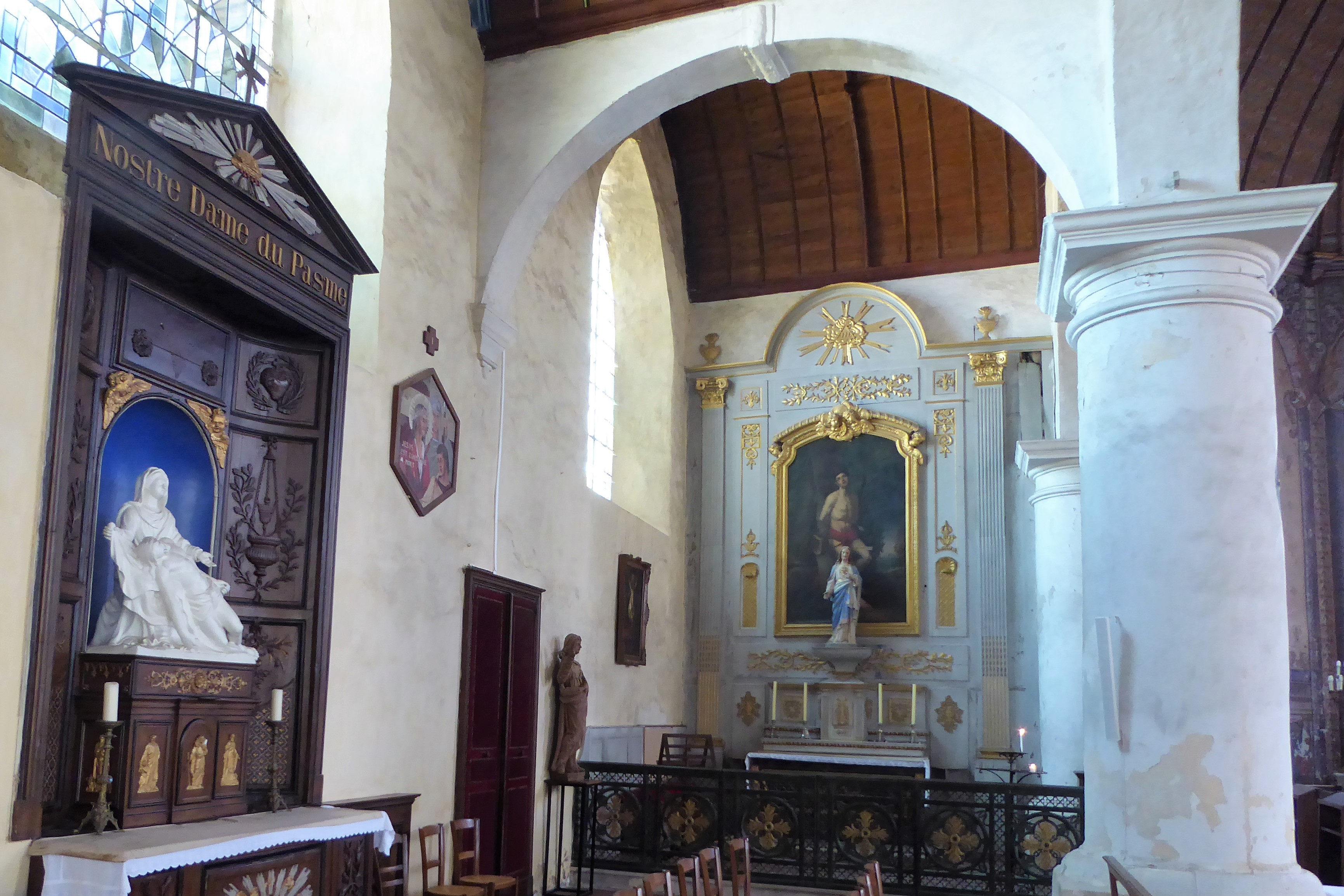
Statue Notre-Dame-du-Pasme et autel Saint-Sébastien.
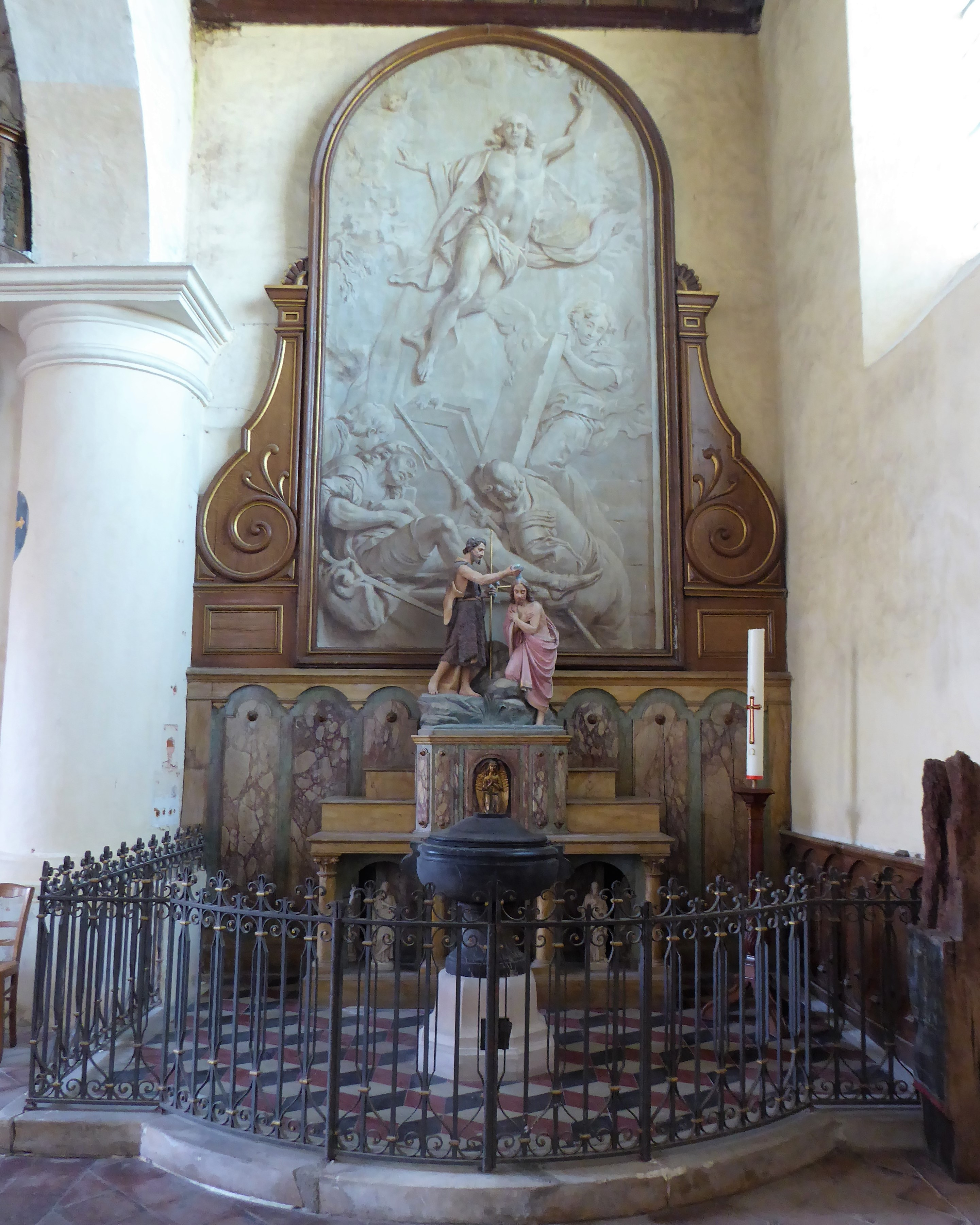
Retable et Résurrection du Christ.

## Paroisse et doyenné
L'église Notre-Dame-du-Pasme fait partie de la paroisse Bienheureux-François-de-Laval en Thymerais, rattachée au doyenné des Forêts du diocèse de Chartres.